# ریچل فتل
ریچل فتل (انگلیسی: Rachel Fattal؛ زادهٔ ۱۰ دسامبر ۱۹۹۳) بازیکن واترپلو اهل ایالات متحده آمریکا است.
وی در مسابقات کشوری و بین‌المللی در مجموع برندهٔ ۴ مدال طلا شده‌است.